# Kundratice (Vysoká Pec)
Kundratice (německy Kunnersdorf) jsou zaniklá vesnice, která stála 4,5 kilometru severovýchodně od Jirkova v okrese Chomutov. Rozkládala se podél silnice z Chomutova do Mostu. Po většinu historie Kundratice bývaly zemědělskou vesnicí, ale koncem devatenáctého století se v jejich okolí rozšířila hlubinná těžba hnědého uhlí. Vesnice zanikla v roce 1974 v důsledku povrchové těžby uhlí v Lomu Československé armády.

## Název
Název vesnice byl odvozen ze jména Kundrát ve významu ves lidí Kundrátových. V historických pramenech se jméno vesnice vyskytuje ve tvarech: Cunersdorf (1383), Kaymerszdorff (1542), Khynerstorff (1549), Khunnerstoff (1555), khunnersdorff (1561) nebo Kunnersdorf (1846).

## Historie

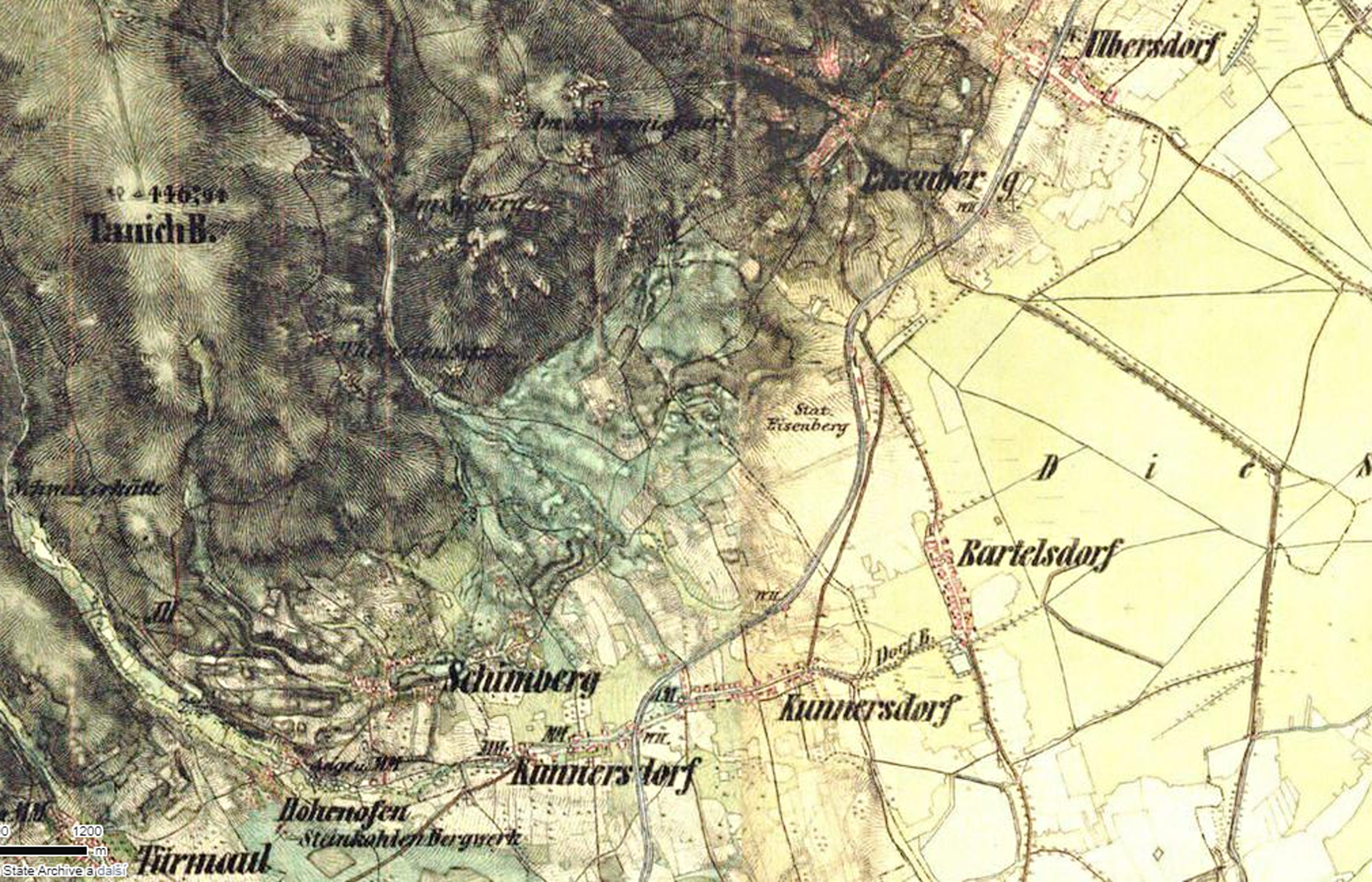
Kundratice (Kunnersdorf) na mapě z 19. století

První písemná zmínka o Kundraticích pochází z roku 1383, kdy Ota z Bergova prodal hrady Starý a Nový Žeberk včetně manství v Kundraticích Těmovi z Koldic. V té době už stála kundratická tvrz. Okolo roku 1420 se vesnice stala součástí panství hradu Borek. To roku 1554 získal Kryštof z Karlovic, po jehož smrti vedli o Kundratice spor bratranci Rudolf a Jiří z Karlovic. Kryštofův synovec Rudolf podle Jiřího prodal roku 1579 Kundratice, Podhůří a Újezd neoprávněně Kateřině Rubininové ze Lvovic, vdově po Bohuslavu starším z Michalovic. Výsledek sporu není znám.
Část vsi vlastnil také Jiří Popel z Lobkovic, protože kundratické pozemky jsou uvedeny v soupisu jemu zkonfiskovaného majetku. Na počátku sedmnáctého století vesnici získal Bohuslav z Michalovic, ale v roce 1621 mu byly Kundratice zabaveny za účast na stavovském povstání v letech 1618–1620. O rok později Kundratice koupil Vilém mladší Popel z Lobkovic a v roce 1622 je připojil k nově vytvořenému panství Nové Sedlo – Jezeří.
Po třicetileté válce ve vsi podle berní ruly žilo osmnáct sedláků, dvanáct chalupníků a dva zahradníci, kteří oba provozovali mlýn s jedním kolem. Sedláci měli 25 potahů a chovali 26 krav, 38 jalovic, 35 ovcí, šestnáct prasat a 26 koz. Chalupníkům patřilo dohromady sedmnáct potahů, čtrnáct krav, patnáct jalovic, 23 ovcí a čtrnáct koz. Na polích se pěstovalo žito a lidé se kromě zemědělství živili také obchodem se dřevem.
V šestnáctém století tu působila kamenečná huť, která byla součástí společného provozu s hutí v nedalekých Černicích. Jako palivo se v obou hutích používalo místo dřeva uhlí z povrchového lomu mezi Kundraticemi a Podhůřím. V huti vybavené čtveřicí pecí se částečně zpracovávaly kamenečné břidlice z proplástků místní uhelné sloje a částečně suroviny z Černic. Podnik byl v provozu ještě v polovině 18. století. Od poloviny do sedmdesátých let devatenáctého století u Kundratic existoval hnědouhelný důl Jan podnikatele F. Peithnera. Přes propojení s dolem Karel u Podhůří nepřekonal období hospodářské krize a zanikl.
Podle díla Johanna Gottfrieda Sommera z roku 1847 ve vsi stály tři mlýny a škola navštěvovaná také dětmi z Podhůří a Vysoké Pece. Před jejím založením na počátku devatenáctého století chodily děti do školy v Novém Sedle. Vlastní budovu měla kundratická škola od roku 1812. V polovině osmnáctého století vznikla také část vesnice nazývaná tehdy Am Hütte, tj. V Boudách nebo Boudy. Bydlely v ní rodiny horníků a údajně tam sídlila i správa těžařstva. Za první republiky v Boudách stávalo kolem stovky domů.
Na konci devatenáctého století měla vesnice stále zemědělský charakter. Dříve rozšířený chov ovcí ustal kvůli nutnosti platit za pronájem luk, ale žádané byly místní brambory. V letech 1891–1892 získali důlní míry v okolí vesnice bratři Grohmannové a založili na nich hnědouhelný Důl Grohmann, který s Dolem Elly u Dřínova zaměstnával část obyvatel. Někteří obyvatelé pracovali také v jirkovských přádelnách nebo ve dvou zdejších octárnách. Ocet se v nich vyráběl z bukového dřeva.
Po první světové válce v Kundraticích žilo poměrně hodně Čechů a také zde vznikla silná komunistická organizace, která v parlamentních volbách roku 1927 získala víc než čtvrtinu zdejších hlasů. Část zdejších horníků se v roce 1923 zúčastnila mostecké stávky. Jedinou přímou vojenskou akcí druhé světové války v Kundraticích bylo bombardování dne 24. srpna 1944, při kterém byl poškozen jeden dům. Vojáci Rudé armády do vesnice přijeli 8. května 1945. Vzápětí byl zřízen národní výbor a později místní správní komise, které převzala také Důl Grohmann. Do domů uvolněných po vysídlení Němců z Československa se přistěhovali noví obyvatelé z Čech a repatriovaní horníci českého původu z Francie.
Po válce lidé z Kundratic pracovali kromě dolů v továrně ESKA, kde se vyráběly žiletky, nebo v továrně na židle a jiné dřevěné výrobky. Počet obyvatel postupně klesal, ale příčinou zániku vsi se stalo rozšiřování těžby hnědého uhlí. Velká část obyvatel (1 082) se roku 1973 přestěhovala na sídliště Březenecká v Chomutově a vesnice 30. června 1974 zanikla.
V sobotu 30. června 2012 proběhlo na koupališti ve Vysoké Peci První setkání žáků a učitelů Základní školy v Kundraticích.

## Přírodní poměry

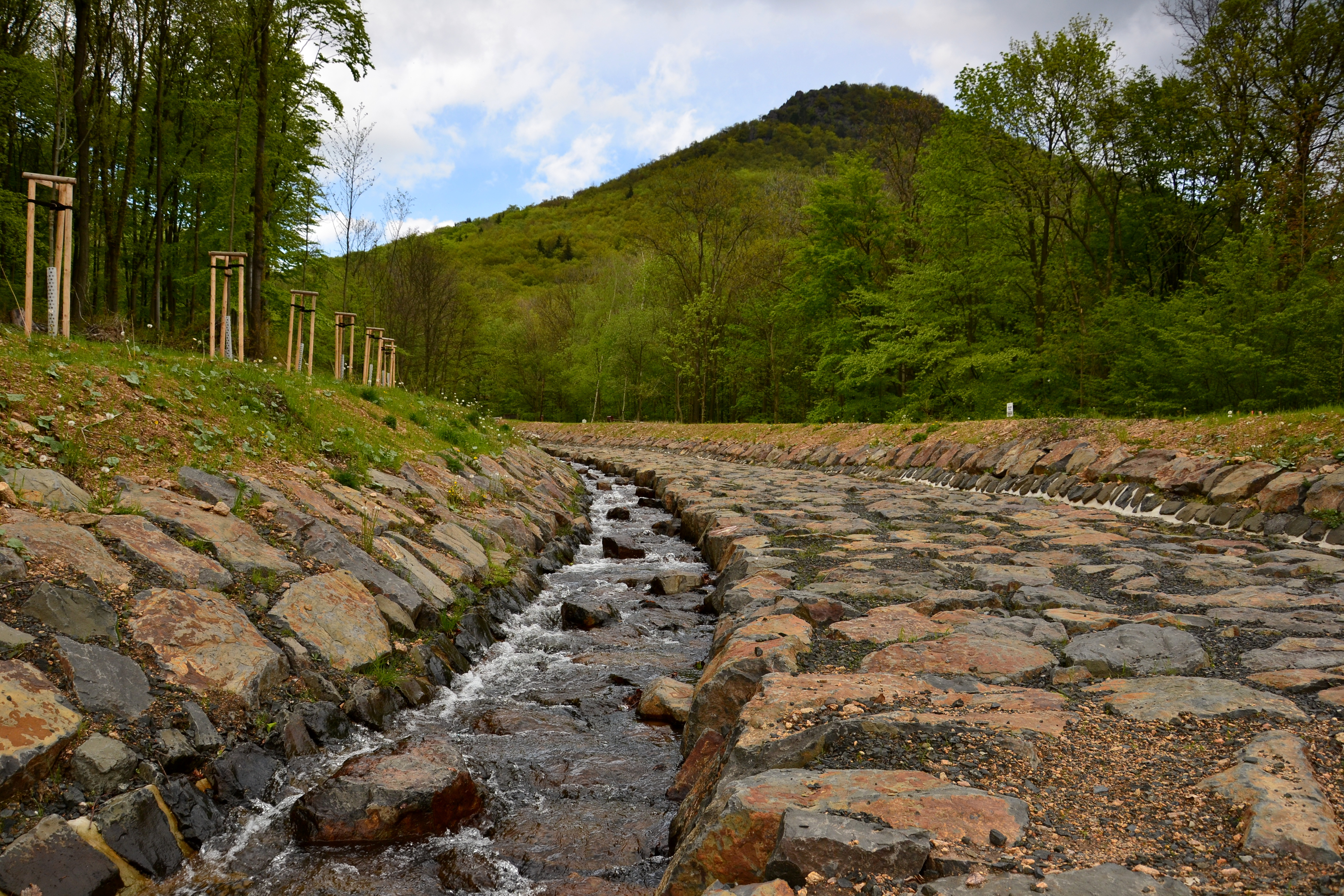
Vesnický potok v severním cípu katastrálního území

Kundratice stávaly v katastrálním území Kundratice u Chomutova s rozlohou 4,597 km², asi 4,5 kilometru severovýchodně od Jirkova a 1,5 kilometru severovýchodně od Vysoké Pece v nadmořské výšce okolo 270 metrů. Většina území je součástí Mostecké pánve, konkrétně jejího okrsku Jirkovská pánev, ale severní část zasahuje až na úpatí Krušných hor a jejich okrsku Rudolická hornatina. Většina povrchu je pozměněna těžbou uhlí v Lomu Československé armády. Na zrekultivovaných částech se nacházejí vodní plochy Hedvika a Toník a v severozápadní části vede přivaděč Ohře–Bílina. Severním cípem území v krátkém úseku protéká Vesnický potok a zasahuje sem také malá část národní přírodní rezervace Jezerka.
V rámci Quittovy klasifikace podnebí většina kundratického katastrálního území leží v teplé oblasti T2, pro kterou jsou typické průměrné teploty −2 až −3 °C v lednu a 18–19 °C v červenci. Roční úhrn srážek dosahuje 550–700 milimetrů, počet letních dnů je 50–60, počet mrazových dnů se pohybuje mezi 100–110 a sněhová pokrývka zde leží průměrně 40–50 dnů v roce. Severní část na úpatí Krušných hor však leží v chladnější mírně teplé oblasti MT9.

## Obyvatelstvo
Při sčítání lidu v roce 1921 zde žilo 1414 obyvatel (z toho 701 mužů), z nichž bylo 124 Čechoslováků, 1268 Němců a 22 cizinců. Kromě 134 lidí bez vyznání, 35 evangelíků a jednoho příslušníka neuvedených církví byli římskými katolíky. Podle sčítání lidu z roku 1930 měla vesnice 1760 obyvatel: 213 Čechoslováků, 1519 Němců a 28 cizinců. Výrazně převažovala římskokatolická většina, ale dva lidé se hlásili k církvi československé, 49 k evangelickým církvím a 277 jich bylo bez vyznání.
|           | 1869 | 1880 | 1890 | 1900 | 1910  | 1921  | 1930  | 1950  | 1961  | 1970  |
| --------- | ---- | ---- | ---- | ---- | ----- | ----- | ----- | ----- | ----- | ----- |
| Obyvatelé | 508  | 529  | 582  | 888  | 1 371 | 1 414 | 1 760 | 1 358 | 1 385 | 1 115 |
| Domy      | 86   | 96   | 104  | 128  | 163   | 175   | 249   | 293   | 279   | 266   |

## Obecní správa a politika
Po zrušení patrimoniální správa se Kundratice staly roku 1850 samostatnou obcí, ale při sčítání lidu roku 1869 byly uvedeny jako osada Nového Sedla. Při dalších sčítáních už byly znovu obcí, kterou zůstaly až do svého zániku v roce 1976.
Dne 22. května 1938 se konaly volby do obecních zastupitelstev. Z rozdělených 1182 hlasů v Kundraticích získaly 788 hlasů Sudetoněmecká strana, 117 hlasů Německá sociální demokracie, 196 Komunistická strana Československa a 81 hlasů jiné české strany.

## Pamětihodnosti
Ve vesnici stály kostel Jména Panny Marie z osmdesátých let devatenáctého století a na návsi kaple z let 1914–1915. U rybníčku nedaleko železniční trati stávala kundratická tvrz postavená na konci čtrnáctého století. Až do likvidace vesnice se z ní dochovalo okrouhlé tvrziště obklopené vodním příkopem.